# У Цзинцзы
У Цзинцзы́ (кит. трад. 吳敬梓, упр. 吴敬梓, пиньинь Wú Jìngzǐ; 1701, Чучжоу, Аньхой — 11 января 1754, Янчжоу, Цзянсу) — китайский писатель, благодаря своему роману «Неофициальная история конфуцианцев» считающийся основоположником китайской социальной прозы и реалистической сатиры.

## Биография
У Цзинцзы родился в обеспеченной семье цинского чиновника У Линьци (吳霖起). Семья У была заметна на чиновничьем и литературном поприще: дед его У Дань был членом Академии Ханьлинь. Однако У Цзинцзы не удалось сдать экзамены на заметную чиновничью должность (он прошел лишь уездный уровень). Получив славу изгоя и мота в своей семье, он стал частным лицом и занимался различными работами представителя образованного класса. Большую часть жизни он бедствовал. В попытке улучшить материальное состояние, в возрасте 32 лет он перебрался в Нанкин, где стал заметной фигурой в среде образованного чиновничества города.
Не позднее, чем в 1740 году в Нанкине он начал писать своё единственное значительное произведение «Неофициальная история конфуцианцев», считающееся первым значимым социально-сатирическим романом в китайской литературе. Работа над этим романом заняла более 10 лет его жизни.
Помимо этого романа, значимое литературное наследие У Цзинцзы включает несколько поэтических произведений (большая часть из них не сохранилась) и комментарии к классическому поэтическому сборнику «Ши-цзин».
По преданию, У Цзинцзы умер, захлебнувшись вином во время встречи с другом.

## Неофициальная история конфуцианцев
Книга живописует повседневную жизнь представителей образованного класса и намечает палитру жизни различных социальных слоёв.
Роман оказал значительное влияние на китайскую литературу XX века, в первую очередь на творчество Лу Синя.

## Семья
У У Цзинцзы было трое детей, из которых старший У Лан стал известным математиком и заметным поэтом.

## Дань памяти
В родном городе У Цзинцзы, в Чучжоу, некогда уезда Цюаньцзяо, располагается ныне музей писателя.